# 竹田黙雷
竹田 黙雷（たけだ もくらい、1854年7月27日（嘉永7年7月3日） - 1930年（昭和5年）11月15日）は、明治から昭和の初頭を代表する臨済宗の禅僧。俗姓は竹田、法諱は宗淵、道号は黙雷、室号は左辺亭。壱岐国（長崎県壱岐島）に生まれる。臨済宗建仁寺派管長（1892年 - 1930年)

## 生涯
平戸藩藩士の竹田克治の四男として生まれる。7歳で壱岐の太陽庵（現在は廃寺）の良堂和尚のもとに入り、のち同地の安国寺道樹和尚について得度する。

1873年（明治6年）、京都妙心僧堂の釈越渓老師に参じ、その後大徳僧堂の儀山善来、相国僧堂の荻野独園の各老師にも参じた後、1881年（明治14年）久留米梅林僧堂の三生軒東海猷禅（ゆうぜん）老師に参じ、嗣法する。

1889年（明治22年）4月17日、建仁寺山内の両足院住職となり、翌年に建仁寺護国院（現在の開山堂。古くは興禅護国院といい、開山栄西禅師の墓所）で安居結成を始め、1892年（明治25年）5月、39歳の若さで第4代建仁寺派管長に就任。

1898年（明治31年）には山内の霊洞院に禅堂を落慶し、僧堂を開単する。また荒廃した高台寺の復興を計った。1913年（大正2年）に開山栄西禅師七百年遠諱を厳修する。翌1914年（大正3年）には比叡山にて栄西禅師の遺跡を発見、同地に碑を建て開山祖師の遺徳を顕彰した。(参考 栄西禅師八百年遠諱の栄西禅師遺跡参拝行事)

1928年（昭和3年）、僧堂師家を法嗣の竹田頴川に譲り退任する。管長職は最後まで続け、1930年（昭和5年）11月15日に遷化。黙雷の遺偈は「風縄雪井。七十七年。転身回顧。過犯弥天。」であった。

## 左辺亭
室号の左辺亭は中国の五祖法演禅師の故事に因んでいる。建仁寺の山号東山が法演禅師の住庵と同じで、その会下の南堂静禅師のいた米搗小屋を「左辺亭」といったところから取ったものである。

そして室号である左辺亭をつけた建物が、霊洞院の境内に今も健在である。それは1928年(昭和3年)僧堂師家を辞した後、1930年(昭和5年)に中井慈眼居士が竹田黙雷のための隠寮として建てたものである。

## 法嗣弟子
- 竹田頴川(臨済宗建仁寺派管長　生没1878～1945)
- 菅原時保(臨済宗建長寺派管長　生没1866～1956)
- 奥月渓(臨済宗妙心寺派瑞泉僧堂師家　生没1874～1947)[6]

その他に伊藤博文、河野広中、鈴木大拙、清沢満之、新島八重なども黙雷の教えを受けている。

## 著書
- 『黙雷禅話』 竹田黙雷 述 興教書院、1907年
- 『黙雷禅話 続』 竹田黙雷 述 興教書院、1907年
- 『禅機』　竹田黙雷 著 丙午出版社、1915年
- 『黙雷禅話牛の睾丸』 竹田黙雷 著 二松堂書店、1921年
- 『禅室茶談』 竹田黙雷 述 中外出版、1923年
- 『禅の面目』 竹田黙雷 著 丙午出版社、1934年 竹田黙雷の書物が国立国会図書館デジタルコレクションで拝見出来ます。

### 他関連本
竹田黙雷に参禅した居士で実業家、藤田玄路(1880-1935)は通名を徳次郎といい、下の『塗毒鼓』を編集して、修行僧雲水に施本した篤信家である。第一巻は「無門関」「臨済録」など、第二巻は「毒語心経」「十牛図」など。
- 『塗毒鼓』第1巻　藤田玄路編　貝葉書院発行　1916年
- 『塗毒鼓』第2巻　藤田玄路編　貝葉書院発行　1922年

また以下の本は竹田黙雷の語録であり、いずれも藤田玄路, 内村退帚両居士の編によるものであって、内村退帚居士は通名を邦蔵といい誌文の大家。
- 『暗号密令』 三巻　著者　藤田玄路, 内村退帚　出版者　竹田頴川, 1930年
- 『暗号密令拾遺』　著者　藤田玄路, 内村退帚　出版者　竹田頴川, 1930年